# 나주열병합발전소
나주열병합발전소(羅州熱倂合發電所)는 전라남도 나주시 산포면 신도산단길 65 (신도리 1304)에 있는 열병합발전소이다. 빛가람동 혁신도시 인근인 나주신도일반산업단지에 있어 혁신도시에 열을 공급할 예정이다.

## 개요
광주광역시에서 나오는 산업폐기물 과 쓰레기들을  재생 연료의 일종인 고형 폐기물 연료를 연료로 활용할 예정으로 준공되었고, 처음에는 나주시(화순군 포함), 목포시(신안군 포함)와 순천시(구례 포함) 권역 쓰레기로 만든 연료를 공급할 계획이었다.
광주광역시가 남구 양과동에 준공한 연료화 시설에서 생산되는 것을 공급할 계획으로 변경되었으며 광주광역시와 주변 6개 시군에서 배출된 쓰레기를 사용할 계획이다. 혁신도시 등 인접 주민들은 쓰레기로 만든 연료를 공급하는 것, 특히 최초 계획과 다른 광주 쓰레기를 사용하는 것에 반발했다. 이 논란에 따른 발전소 가동 중단은 광주광역시의 쓰레기 대란까지 불러왔다. 지역난방공사는 나주시에 손해배상을 청구하였다. 반대측에서는 '나주열병합발전소 쓰레기연료사용반대 범시민대책위원회' 등의 단체를 결성했다.

## 추진 경과
2006년 9월 한국지역난방공사가 혁신도시 이전기관 협의체에서 사업 설명 및 의견 수렴 후 열병합발전소 건립을 추진했다. 이어 2007년 4월 전라남도에서 산자부로 혁신도시가 에너지 전문기업으로 구성되었다는 점을 감안해 집단에너지 공급을 할 수 있도록 조치하여달라는 취지의 공문을 발송했다. 같은 해 산자부는 혁신도시를 집단에너지 공급대상지역으로 지정하고, 한난에 사업허가를 내준다.
이어 2008년 6월 1호 SRF 합의서가 체결되었다. 이 합의서에는 환경부, 전라남도, 나주시, 한국환경자원공사, 한국지역난방공사 5자가 참여했다.
2009년 3월에는 2호 SRF 합의서(광주전남공동혁신도시 자원순환형 에너지도시 조성을 위한 폐기물에너지화사업 업무협력 합의서)를 체결한다. 이 합의서는 환경부, 전라남도, 목포시, 순천시, 나주시, 구례군, 화순군, 신안군, 한국지역난방공사가 체결하였다. 여기서 나주시 외 5개 시군의 쓰레기를 나주시장이 나주시 주민들 몰래 받아서 태워주겠다고 약속을 한다. 즉 나주시는 5개 타 시군 쓰레기를 무료로 받아서 태워주겠다는 것을 결정한다.
2012년 7월 한난에서 환경영향평가 초안을 공람한다. 이 초안에서 한난은 6개 시군 쓰레기를 하루 440톤 태우겠다고 명시했다. 여기에는 광주 쓰레기가 등장하지 않는다.
2012년 7월 27일 한난에서 나주시 산포면에서 51명의 주민을 대상으로 설명회를 개최하여, 열병합발전소와 환경영향평가에 대해서 설명했다.
2013년 8월 1일 한난에서 광주시 공문 발송
이 공문에서 한난은 6개 시군 쓰레기가 부족하니, 광주 쓰레기를 보내달라고 요청한다. 광주시는 담당 공무원이 국장, 부지사, 지사에 보고도 하지 않고, 당일 동의 공문을 회신한다. 해당 지역인 나주에는 묻지도 않고, 광주에 쓰레기를 요청한 것이다.
2013년 8월 29일 한난에서 나주시 공문(광주전남혁신도시 폐기물고형원료(SRF)를 활용한 집단에너지사업 동의요청)을 발송한다. 이 공문에서 한난은 일방적으로 통보하며 동의 사실 확인을 요구한다. “혁신도시의 입주지연으로 생활폐기물이 현저히 감소하는 등 폐기물 고형연료가 부족하여 열병합발전소 건설이 지연되고 있는 실정 (중략) 광주광역시 생활폐기물 연료화 사업을 통해 생산된 폐기물고형연료(SRF)를 조달하여 연료부족 문제를 해결하고자 하는데, 이를 위해서는 (중략) 귀 시의 동의사실 확인이 필요하니 확인하여 주시기 바랍니다.”
2013년 8월 30일 나주시에서 한난으로 공문 발송(광주전남공동혁신도시 폐기물고형연료를 활용한 집단에너지사업 동의요청에 대한 회신)
나주시는 하루 뒤에 회신 공문을 보낸다. 여기에는 “우리시는 업무협력 합의서(2009.3.27 광주전남공동혁신도시 자원순환형 에너지조성을 위한 폐기물에너지화사업 업무협력 합의서)를 준수하여 상기사업이 원활히 추진되어 완료될 수 있도록 행정적으로 적극 지원할 예정”이라고 명시했다. 문제는 해당 합의서에 광주시는 없다는 것이다. 이 공문은 나주시가 한난과의 소송에서 패소하는데 결정적인 증거로 활용된다.
2013년 11월 21일 나주시 간부회의 및 공문 작성
나주시는 간부 회의에서 광주 쓰레기를 받을 수 없다는 입장을 정리하였고, 이 내용을 공문으로 작성해서 발송하기로 한다. 이 공문에는 “광주광역시 (중략) 페기물고형원료(RDF)의 반입은 귀 공사와 사전 협약이 없는 사항이므로 반입할 수 없으니, 혁신도시 난방열 공급은 천연연료인 LNG로 대체하는 방안을 적극 검토”해 달라고 명시했다. 그렇지만 나주시는 공문을 발송하지 않는다.
2015년 8월 SRF설비 착공
2015년 12월 지역난방공급설비 완공
2017년 12월 SRF설비 공사 완료
2018년 6월 SRF설비 사용승인 완료